# Licania arachnoidea
Licania arachnoidea är en tvåhjärtbladig växtart som beskrevs av Fanshawe och Bassett Maguire. Licania arachnoidea ingår i släktet Licania och familjen Chrysobalanaceae. Inga underarter finns listade i Catalogue of Life.